# Eurychoria federalis
Eurychoria federalis är en fjärilsart som beskrevs av Louis Beethoven Prout. Eurychoria federalis ingår i släktet Eurychoria och familjen mätare. Inga underarter finns listade i Catalogue of Life.